# Síndrome do ninho vazio
A síndrome do ninho vazio é uma sensação psicológica de pesar e solidão que os pais sentem quando os filhos saem de casa pela primeira vez, seja para morar sozinhos ou ir à faculdade. Apesar da sintomologia, não é considerada uma condição clínica.
Como a saída dos jovens de suas casas e a alteração do ciclo familiar são comuns e saudáveis, os sintomas da síndrome do ninho vazio são, geralmente, despercebidos. Desse modo, pode ocasionar depressão e crise existencial paterna, já que a saída dos filhos do "ninho" leva a transformações na vida dos pais. Em mães que cuidam dos filhos em tempo integral, a síndrome torna-se mais recorrente.

## Causas
Todos os pais são suscetíveis à síndrome do ninho vazio, embora alguns fatores aumentem a predisposição para esta sensação. Esses fatores incluem casamentos instáveis ou em processo de dissolução, ideário da identidade paterna e a dificuldade de aceitação da ruptura do ciclo familiar comum. Pais em tempo integral, os quais permanecem em casa durante o dia todo com os filhos, são vulneráveis à síndrome. Além disso, adultos que lidam com estresse, morte de um cônjuge, afastamento ou aposentadoria, também são propensos a experimentar tal síndrome.

## Sinais e sintomas
Os sintomas da síndrome do ninho vazio podem incluir depressão, crise existencial, rejeição social, preocupação extrema, estresse e ansiedade acerca do bem-estar do filho. Os pais que passam pela síndrome questionam frequentemente se educaram adequadamente seus filhos para que vivessem de forma independente.
Muitas mães, geralmente cuidadoras primárias, têm maior probabilidade de ter a síndrome do que os pais. No entanto, pesquisas mostram que alguns pais expressam sentimentos de que não estão preparados para a transição emocional ligada à saída do filho de sua casa. Outros, portanto, declaram sentimentos de culpa por perderem oportunidades de desenvolverem mais na vida dos filhos antes de saírem de casa.
Pais que portam a síndrome enfrentam desafios, como o estabelecimento de um novo relacionamento com os filhos, busca por maneiras de ocupar o tempo livre, reconexão com os demais e a ausência de simpatia das pessoas que acreditam que os pais devem permanecer felizes mesmo após a saída dos filhos.

## Pesquisas recentes
Na última década, a chamada "geração boomerang" – jovens adultos que voltam a morar com os pais – mudou a tradicional dinâmica do ninho vazio. Fatores com a alta taxa de desemprego nos Estados Unidos e os exigidos mercados de trabalho foram utilizados para explicar, nas últimas pesquisas, a ocorrência de tais indivíduos. Os dados do censo de 2008 mostraram que 20 milhões de jovens, de 18 a 34 anos e que representam 34% desta faixa etária, moravam em casa com os pais. Uma década antes, apenas 15% dos homens e 8% das mulheres nesta faixa etária encontravam-se neste mesmo parâmetro.